# 籾山芳輝
籾山 芳輝（もみやま よしてる、1947年7月12日 - ）は、日本の政治家。元愛知県武豊町長（4期）。

## 来歴
愛知県知多郡武豊町出身。武豊町立冨貴小学校、武豊町立冨貴中学校、愛知県立半田商業高等学校卒業。1970年（昭和45年）3月、愛知大学法経学部法学科卒業。同年4月、郵船航空サービス株式会社に就職。
1972年（昭和47年）3月に郵船航空サービスを退社し、同年4月、武豊町役場に入庁した。産業課長、企画課長、企画情報課長、総務課長などを歴任。
2005年（平成17年）1月、武豊町役場を退職。同年4月の武豊町長選挙に立候補し初当選した。4月27日、町長就任。
2017年（平成29年）、無投票で4選。無投票当選は3回連続。